# Estrès hídric

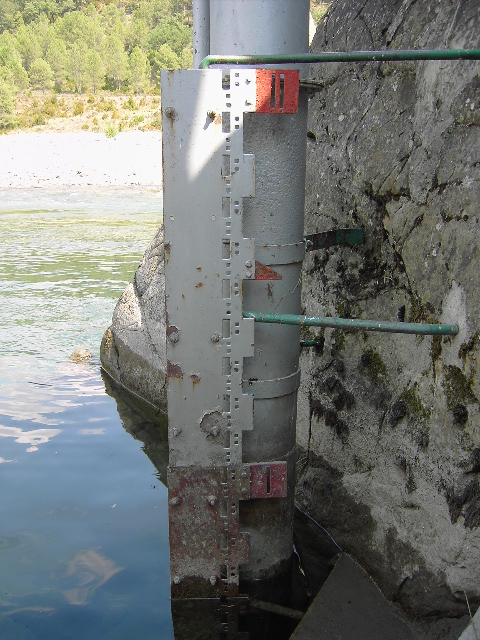
La secada de l'any 2005 va fer baixar extraordinàriament el nivell del riu Cinca

L'estrès hídric es produeix quan la demanda d'aigua supera la quantitat disponible durant un període determinat o quan la seva mala qualitat restringeix el seu ús. L'estrès hídric causa el deteriorament dels recursos d'aigua dolça en termes de quantitat (aqüífers sobre-explotats, rius secs, etc.) i la qualitat (eutrofització, contaminació per matèria orgànica, intrusió salina, etc.)
L'escassetat d'aigua és la manca de recursos hídrics disponibles suficients per a satisfer les demandes de l'ús de l'aigua dins d'una regió.
L'escassetat d'aigua implica un estrès hídric, el dèficit d'aigua i la crisi de l'aigua. Encara que el concepte d'estrès hídric és relativament nou, és la dificultat d'obtenir recursos d'aigua dolça per usar durant un període i pot donar com a resultat l'esgotament i deteriorment dels recursos d'aigua. L'escassetat d'aigua pot ser causada pel canvi climàtic, com ara els patrons climàtics alterats incloent sequeres o inundacions, l'augment de la contaminació, i l'augment de la demanda humana i l'ús excessiu d'aigua
L'estrès hídric és una situació on la disponibilitat d'aigua és una important limitació en l'activitat humana. Hi ha moltes definicions de l'"estrès hídric" una d'elles està basada en la disponibilitat de menys de 1.000 m3/hab/any d'aigua.

## L'estrès hídric en les plantes
Les plantes pateixen estrès hídric ja sigui quan el subministrament d'aigua a les seves arrels es converteix en limitant, o quan la taxa de transpiració es torna massa intensa. L'estrès hídric es deu principalment a un dèficit d'aigua, com el provocat per la sequera o l'alta salinitat del sòl. Cada any, l'estrès hídric en les plantes de cultiu en diferents parts del món pertorba l'agricultura i el subministrament d'aliments amb la conseqüència final: la fam. Les plantes procuren adaptar-se a les condicions d'estrès amb una sèrie d'intervencions bioquímiques i fisiològiques.
Les necessitats d'aigua de les diferents plantes varien molt. Alguns factors a considerar inclouen l'espècie i l'edat de la planta, el tipus de sòl en el qual es planta, i la seva exposició (nord, sud, etc.). Els símptomes d'estrès per secada poden ser similars als símptomes d'excés de reg o fins i tot a alguns problemes de plagues i malalties. És important identificar les causes del problema per tal de prendre mesures correctives.
L'estrès és una condició fisiològica alterada causada per factors que tendeixen a pertorbar La flexibilitat de l'equilibri del metabolisme normal permet la iniciació de la resposta als canvis ambientals, els quals fluctuen regularment i són predictibles en cicles diaris i estacionals. Les plantes estan exposades amb freqüència a diversos factors estressant com la secada, la baixa temperatura, la salnitat, les inundacions, la calor, l'estrès oxidatiu i la toxicitat per metalls pesants. La tolerància a l'estrès de la sequera es presenta en gairebé totes les plantes, però la seva extensió varia d'una espècie a una altra i fins i tot dins de les espècies. L'estrès per sequera que condueix a tancament dels estomes i la limitació d'intercanvi de gasos. La dessecació és ja una pèrdua extensa d'aigua, cosa que potencialment pot portar a una alteració greu del metabolisme cel·lular i finalment al cessament de les reaccions catalitzades per enzims
En diverses plantes cultivades, el coneixement dels límits de l'estrès hídric permeten aplicar estratègies de reg, com el reg deficitari, que estalvien gran quantitat d'aigua sobre un regadiu normal comprometent moderadament el rendiment agrícola.